# Psilopsella tuberosa
Psilopsella tuberosa is een mosdiertjessoort uit de familie van de Romancheinidae. De wetenschappelijke naam van de soort is voor het eerst geldig gepubliceerd in 1928 door Ferdinand Canu en Ray Smith Bassler.